# Robert Bemer
Robert William (Bob) Bemer, né le 8 février 1920 à Sault Ste. Marie (Michigan), mort le 22 juin 2004 à Possum Kingdom Lake (Texas), est un ingénieur en aéronautique et informaticien américain. Co-inventeur du code ASCII en 1961,, il a attiré l'attention sur les dangers de certains automatismes, comme le « bug de l'an 2000. »

## Une carrière d'ingénieur
D'abord recruté comme aérodynamicien chez Douglas Aircraft Company (1941), Bemer a ensuite travaillé chez RAND Corporation (1951), puis IBM (1957), Sperry Univac (1965), le Français Bull (1965), General Electric (1970) et enfin Honeywell (1974).
Il a été membre de la commission chargée de compiler les spécifications du langage COM-TRAN et du langage FLOW-MATIC de Grace Hopper, qui sont les deux précurseurs de COBOL. Aux côtés de Hugh McGregor Ross et d’autres, il a aussi participé à la définition de la table des codes ASCII (1960), proposant l’adoption de plusieurs caractères non-alphabétiques jusque-là réservés à certaines machines, comme l’échappement (ESC), l’anti-slash (\) ou les accolades ({}). C'est pourquoi il est souvent cité comme le « père des codes ASCII. » Il a publicisé le concept de temps partagé (time-sharing, 1957) et fut l'un des premiers à anticiper, dans un article de 1971, ce qu'on a appelé le « bug de l'an 2000 » (acronyme américain : Y2K) ; à savoir les tests implicites sur les deux derniers chiffres d'une année, codés dans les logiciels de gestion dont le code source, propriétaire, ne pouvait être corrigé. En tant que conseiller technique d'Honeywell-Bull, il a imaginé, avec ses collègues Eric Clamons et Richard Keys, un traitement de texte mécanographique : le Text Executive Programming Language (TEX). Bemer est sans doute aussi l’un des promoteurs de la notion de software factory, qu’il évoquait déjà dans un article de 1968 : The economics of program production.
En 2000, Bemer a disputé à Werner Buchholz (1922–2019) l’invention du mot octet, que lui-même aurait créé en tant que chef de service à la Compagnie des Machines Bull (1965-66), en même temps d’ailleurs que le mot « hextet », qui n’a pas connu la même fortune. 
Retraité à la fin des années 1990, Bemer a derechef proposé un moyen de parer au « bug de l'an 2000 » : il s'agissait de piéger à l'exécution des vieux programmes les opérations portant sur les chiffres six et huit, de vérifier les opérandes et de post-traiter les comparaisons de façon à ce que les premières années du XXIe millénaire ne précèdent pas les dernières années du XXe siècle. Bob Bemer a aussi mis en ligne sur www.bobbemer.com ses propres archives sur les débuts de l'informatique.

## Récompenses
Il a reçu, en 2002, le IEEE Computer Pioneer Award pour l'élaboration  des jeux de caractères et symboles ASCII et des séquences d'échappement,.